# 安文 (加利福尼亞州)
安文（英語：Angwin）是位於美國加利福尼亞州納帕縣的一個人口普查指定地區。

## 地理
安文的座標為38°34′28″N 122°26′53″W / 38.57444°N 122.44806°W，而該地最高點為海拔高度533米（即1749英尺）。

## 人口
根據2010年美國人口普查的數據，安文的面積為12.62平方千米，當中陸地面積為12.51平方千米，而水域面積為0.11平方千米。當地共有人口3051人，而人口密度為每平方千米303人。